# لايلي فوستر
لايلي فوستر (بالإنجليزية: Lyle Foster)‏ هو لاعب كرة قدم جنوب أفريقي، ولد في 4 سبتمبر 2000 في سويتو في جنوب أفريقيا. لعب مع أورلاندو بيراتس.

## وصلات خارجية
- لايلي فوستر على موقع قاعدة بيانات كرة القدم.إي يو (الإنجليزية)
- لايلي فوستر على موقع ناشيونال فوتبول تيمز (الإنجليزية)
- لايلي فوستر على موقع Soccerbase.com (لاعب) (الإنجليزية)
- لايلي فوستر على موقع Soccerway.com (الإنجليزية)
- لايلي فوستر على موقع عالم كرة القدم.نت (الإنجليزية)